# Mu1 Scorpii

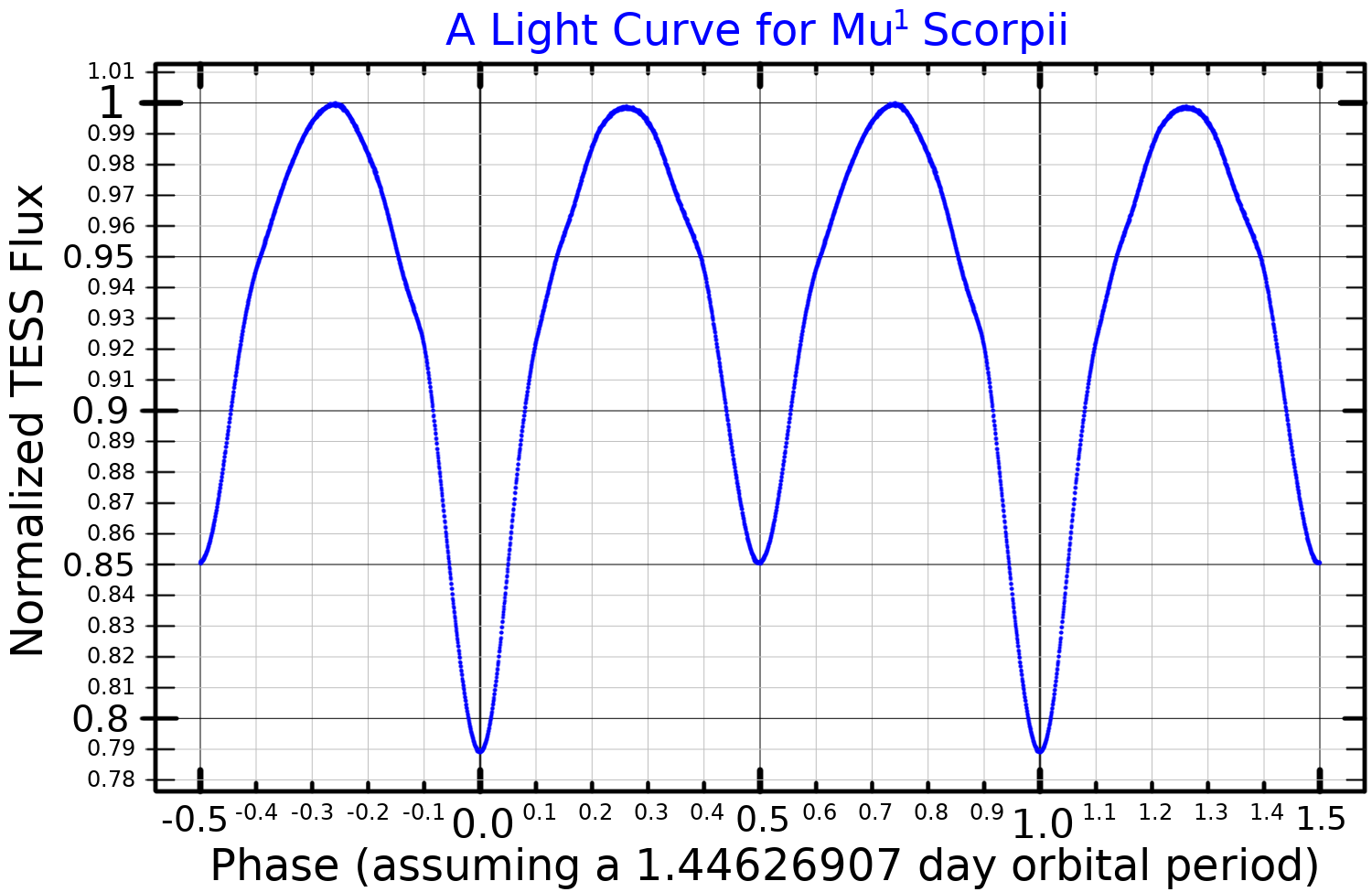
Gráfico de luz de Mu1 Scorpii a partir de los datos obtenidos por el satélite TESS

Mu1 Scorpii (μ1 Sco / HD 151890 / HR 6247) es una estrella de magnitud aparente +2,98 situada en la constelación del Escorpión.
Comparte la denominación de Bayer «Mu» con Mu2 Scorpii pero mientras que esta última está a 515 años luz de distancia, Mu1 Scorpii se encuentra a 820 años luz del sistema solar.
Mu1 Scorpii es una binaria espectroscópica cuya duplicidad es conocida desde 1896.
Ambas componentes se mueven a lo largo de una órbita con un período de 1,440269 días.
Las dos son estrellas de la secuencia principal, de tipo espectral B1.5V y B6V, siendo las temperaturas superficiales respectivas de 26 500 y 15 000 K.
La más caliente es 28 000 veces más luminosa que el Sol y 13 veces más masiva que este.
Su compañera, 16 000 veces más luminosa que el Sol, tiene una masa de 8 masas solares.
La separación entre las dos estrellas del sistema es únicamente de 0,069 UA, equivalente a 14,89 radios solares.
Constituye una binaria eclipsante con una variación de brillo de 0,3 magnitudes.
La atracción gravitatoria entre ellas hace que su forma no sea esférica sino de «gota».
Asimismo, se produce transferencia de masa desde la componente menos masiva a la más masiva.
De hecho, cuando se formó el sistema, la estrella actualmente menos masiva tenía una masa en torno a las 14 masas solares, mientras que la masa de su compañera era de 9-10 masas solares.